# Komod
Komod (latinsko Marcvs Avrelivs Commodvs Antoninvs Avgvstvs) je bil cesar Rimskega cesarstva, ki je od leta 177 do 180 vladal kot socesar s svojim očetom Markom Avrelijem, po očetovi smrti do leta 192 pa kot samostojen cesar, *  31. avgust 161, † 31. december 192.
Bil je drugi rimski cesar, ki je na rimskem prestolu nasledil svojega očeta. Prvi je bil Tit, ki je leta 79 nasledil očeta Vespazijana. Bil je tudi prvi cesar, katerega oče in stari oče sta bila cesarja, in prvi, ki je bil "rojen v škrlatu", se pravi med očetovim  vladanjem.
Komoda so leta 192 umorili.

## Zgodnje življenje in vzpon na oblast (161-180)

### Zgodnje življenje
Komod je bil rojen v Lanuviju pri Rimu kot sin vladajočega cesarja Marka Avrelija in njegove sestrične Faustine mlajše, najmlajše hčerke cesarja Antonina Pija. Imel je starejšega brata dvojčka Tita Avrelija Fulva Antonina, ki je leta 165 umrl. 12. oktobra 166 je skupaj  z mlajšim bratom Markom Anijem Verom postal cezar. Brat je leta 169 za posledicami operacije umrl in Komod je ostal edini preživeli Mark Avrelijev sin. 
Po bratovi smrti je za njegovo zdravje skrbel očetov zdravnik Galen. Za njegovo šolanje, ki je bilo predvsem intelektualno, morda tudi na račun vojaškega usposabljanja, je skrbelo več dobrih učiteljev.
Leta 172 je bil v Karnuntu ob Donavi, sedežu Marka Avrelija med markomanskimi vojnami, kjer je v prisotnosti vojske, verjetno 15. oktobra 172, dobil častni naslov Germanik. Naslov dokazuje, da je sodeloval v očetovi zmagi nad Markomani. 20. januarja 175 je vstopil v kolegij pontifeksov, ki je postal izhodišče za njegovo nadaljnjo kariero v javnem življenju.
Aprila 175 se je po govoricah, da je Mark Avrelij umrl,  guverner Sirije Avidij Kasij razglasil za rimskega cesarja.  Ko so ga v Siriji, Palestini in Egiptu sprejeli za cesarja, je pri tem vztrajal, četudi je postalo očitno, da je Mark Avrelij še živ. Med pripravami na pohod proti Kasiju je Komod 7. julija 175 na donavski fronti prevzel togo virilis, s čimer je uradno vstopil v svet odraslih. Kasija je medtem ubil eden od njegovih centurionov in pohod se je končal, še preden se je začel.
Komod je zatem spremljal svojega očeta na dolgem potovanju po vzhodnih provincah, na  katerem sta obiskala tudi Antiohijo. Od tam sta odpotovala v Atene, kjer sta bila vpeljana v elevzinske skrivnosti, in se jeseni 176 vrnila v Rim.

### Pridruženi cesar
Mark Avrelij je bil prvi cesar po Vespazijanu, ki je imel biološkega sina, in peti v nizu tako imenovanih petih dobrih cesarjev, katerih nasledniki so bili njihovi posvojenci. Zdi se, da se je Mark Avrelij trdno odločil, da bo njegov naslednik sin Komod. 27. novembra 176 mu je zato podelil naslov imperatorja  in sredi avgusta 177 naslov avgusta, s čimer ga je sprejel za svojega sovladarja.
23. decembra istega leta sta oba avgusta skupaj slavila triumf in Komod je dobil tribunska pooblastila. 1. januarja 177 je pri petnajstih letih prvič postal konzul, najmlajši v dotedanji rimski zgodovini. Pred odhodom z očetom na donavsko fronto leta 178 se je poročil z Brutijo Krispino. Mark Avrelij je 17. marca 180 v Vindoboni umrl in osemnajstletni Komod je edini cesar.

## Samostojen vladar (180-192)
Komod je pri donavski armadi ostal samo kratek čas do sklenitve mirovne pogodbe s podonavskimi plemeni, potem pa se je vrnil v Rim in 22. oktobra 180 proslavil triumf za zaključek vojn in sklenitev miru. Za razliko od prejšnjih cesarjev Trajana, Hadrijana, Antonina Pija in Marka Avrelija se je bolj malo zanimal za delovanje državne uprave. Vodenje je prepuščal svojim  ljubljencem, začenši s Saoterjem, osvobojencem iz Nikomedije, ki je postal njegov komornik.
Po ustoličenju je razvrednotil rimsko valuto. Maso denarija je zmanjšal s 105 na 96 rimskih liber (3,85 g na 3,35 g) in čistost srebra z 79 % na 76 %, s čimer se je masa srebra v kovancu zmanjšala z 2,57 g na 2,34 g. Leta 186 je še dodatno zmanjšal čistost srebra na 74 %, s čimer se je vsebnost srebra zmanjšala na 2,22 g. Razvrednotenje denarija med njegovo vladavino je bilo največje po prvem razvrednotenju pod cesarjem Neronom.
Vladanje Marka Avrelija je zaznamovalo skoraj neprekinjeno vojskovanje, medtem ko je bilo Komodovo vladanje v vojaškem smislu  razmeroma mirno. Bolj kot vojne so ga zaznamovali politični spori in vse bolj samovoljno in muhasto obnašanje cesarja samega. Po mnenju Kasija Diona, opazovalca iz tistega obdobja, je bila njegova vladavina padec "iz kraljestva zlata v kraljestvo železa in rje".  Njegov komentar je nekatere zgodovinarje, predvsem Edwarda Gibbona, privedel do sklepa, da je Komodova vladavina pomenila začetek konca Rimskega cesarstva.
Komodovo obdobje je kljub temu zelo slabo dokumentirano. Glavni ohranjeni primarni knjižni viri so zapisi Kasija Diona, od katerih so se ohranili samo odlomki, polni okrajšav, Herodijanova zgodovina cesarstva (Zgodovina rimskega cesarstva po Marku Avreliju) in Historia Augusta (več avtorjev), ki pa je nezanesljiva in bolj podobna knjižnemu kot zgodovinskemu delu. V njenih življenjepisih je tudi veliko izmišljotin. 
Nezadovoljstvo v državi je  privedlo do številnih zarot in poskusov državnih udarov, ki so sčasoma izzvali cesarja, da sam prevzame odgovornost za državne zadeve. Postajal je vedno bolj diktatorski, zato so ga senatorji sovražili in se ga bali, v vojski in med preprostimi ljudmi pa je večino svoje vladavine  očitno ostal priljubljen, verjetno zaradi svoje velikodušnosti in prirejanja veličastnih gladiatorskih bojev.
Svoje donacije in množične veselice je med drugim financiral z obdavčitvijo senatorskega družbenega razreda.  Na številnih napisih je bil zato vrstni red nazivnih nosilcev oblasti Senatus Populusque Romanus (senat in rimsko ljudstvo) provokativno obrnjen na  Populus Senatusque… (ljudstvo in senat).

### Zarote leta 182
Komod je nasledil več očetovih svetovalcev, med njimi Tiberija Klavdija  Pompejana, drugega moža svoje sestre Lucile, svojega tasta Gaja Brutija Prezensa, Tita  Fundanija Vitrazija Polija in rimskega mestnega prefekta Avfidija Viktorina. 
Imel je pet še živih sester, katerih možje so bili njegovi potencialni tekmeci. Štiri so bile precej starejše od njega, najstarejša, Lucila, pa je imela kot vdova cesarja Lucija Vera celo naslov avguste.
Prva kriza vladanja se je začela že leta 182, ko je zaroto proti njemu načrtovala sestra Lucila. Motiv zanjo naj bi bila zavist cesarice Krispine.  Lucilin mož Pompejan v zaroto ni bil vpleten, sodelovala pa sta njena domnevno ljubimca, bivši konzul in njen bratranec Mark Umidij Kvadrat Anijan in Apij Klavdij Kvintijan. Cesarja so poskušali umoriti med vstopanjem v gledališče, vendar so jim njegovi telesni stražarji to preprečili.
Kvadrata in Kvintijana so usmrtili, Lucilo pa izgnali na Capri in jo kasneje ubili. Pompejan se je umaknil iz javnega življenja.  V zaroto je bil vpleten tudi pretorijanski prefekt Tarutenij Patern, kar so odkrili šele potem, ko sta on in njegov kolega Sekst Tigidij Perenis organizirala umor osovraženega Komodovega komornika Saoterja. 
Komod je težko prenesel Saoterjevo izgubo. Perenis je izkoristil priložnost in zapletel Paterna v novo zaroto. Eden od vodij je bil očitno Publij Salvij Julijan, sin pravnika Salvija Julijana in zaročenec Paternove hčerke. Salvij in Patern in številni drugi konzuli in senatorji so bili po odkritju zarote usmrčeni. Salvijev sorodnik Didij Julijan, guverner Spodnje Germanije in bodoči rimski cesar, je bil odpuščen.

#### Kleander
Po Saoterjevi smrti je vlado prevzel Perenis, Komod pa je našel novega komornika Kleandra, osvobojenca iz Frigije,  poročenega z eno od cesarjevih ljubic. Kleander je v resnici tisti, ki je bil odgovoren za Saoterjev umor. Komod je po več poskusih atentata velik del svojega časa preživljal izven Rima,  predvsem na družinskem posestvu v Lanuviju. Bil je fizično močan in se je uvkarjal predvsem s šprotom. Sodeloval je na konjskih dirkah, dirkah bojnih voz in se boril proti zverem in možem, večinoma zasebno, včasih tudi javno.

### Dakija in Britanija
Komod je bil leta 183 skupaj z Avfidijem Viktorinom  imenovan za konzula in k svojemu imenu dodal ime Pius (pobožen). V Dakiji je izbruhnila vojna, o kateri je na voljo nekaj podrobnosti: na vojnem pohodu sta se verjetno izkazala prihodnja kandidata za rimski prestol Klodij Albin in Pescenij Niger. V Britaniji je guverner Ulpij Marcel ponovno pomaknil mejo cesarstva na sever do Antoninovega zidu. Njegovi legionarji so se mu zaradi ostre discipline uprli in za cesarja izvolili legata  Priska.
Prisk je imenovanje zavrnil, Perenis pa je kljub temu razrešil vse legijske legate v Britaniji. 15. oktobra 184 je filozof Cinik na Kapitolinskih igrah pred Komodom javno obtožil Prenisa in bil takoj usmrčen. Perenis je bil po mnenju Kasija Diona neusmiljen in ambiciozen, vendar nepokvarjen in je na splošno dobro vodil državo.
Naslednje leto je cesarju ovadil Perenisa tudi oddelek vojakov iz Britanije, ki je bil na poti v Italijo, da zatre razbojništvo. Obtožil ga je, da namerava na rimski prestol posaditi svojega sina, in Komod jim je dovolil, da Perenisa, njegovo ženo in sinove usmrtijo. Vojaki so nameravali ovaditi tudi Kleandra, da je nameraval odstaviti svojega rivala, vendar so jim to preprečili. Perenisov padec je sprožil val usmrtitev, Avfidij Viktorin pa je naredil samomor. Ulpija Marcela je na položaju guvernerja Britanije zamenjal Pertinaks. Marcelu so v Rimu sodili za veleizdajo in za las je manjkalo, da ga niso usmrtili.

### Kleandrov višek in propad (185-190)
Kleander je nadaljeval s koncentriranjem moči v svojih rokah. Ko je postal odgovoren tudi za vse državne službe, je začel neizmerno bogateti s prodajo senatorskih, vojaških poveljniških in nadomestnih konzulskih položajev najboljšim ponudnikom. V državi je bilo vedno več nemirov in vojaških dezerterjev, ki so povzročali težave predvsem v Galiji in Germaniji. Dezerterje v Galiji je v vojaški akciji ukrotil Pescenij Niger, upor v Bretaniji pa legiji, ki sta prišli iz Britanije.
Leta 187 je prišel iz Galije v Rim eden od vodij dezerterjev Matern z namenom, da na marčevem praznovanju Velike boginje umori Komoda. Materna so izdali in usmrtili. Pertinaks je zatem odkril še zaroto dveh Kleandrovih sovražnikov – Antistija Bura, enega od Komodovih svakov, in Arija Antonina. Komod se je po odkritju še redkeje pojavljal v javnosti in se umaknil na svoja posestva. 
Na začetku leta 188 je Kleander odstavil aktualnega pretorijanskega prefekta Atilija Ebucijana.  Po odstavitvi je ustanovil nov položaj  vrhovnega poveljnika z nazivom pugione (nosilec bodala) in ga sam zasedel. Njemu sta bila podrejena dva pretorijanska prefekta. Dosegel je višek svoje moči in še naprej prodajal visoke državne položaje, kot da ima zasebno podjetje. Cesarstvo je zato leta 190 imelo  25 nadomestnih konzulov, kar je bil rekord v tisočletni zgodovini rimskega konzulstva. Vse konzule, med katerimi je bil  tudi prihodnji cesar Septimij Sever, je imenoval Kleander. 
Spomladi leta 190 je Rim prizadelo pomanjkanje hrane, za katero je bil odgovoren praefectus annonae Papirij Dionizij, zadolžen za oskrbo z žitom, ki je krivdo prevalil na Kleandra. Konec  junija je med konjskimi dirkami v Circusu Maximusu množica demonstrirala proti Kleandru. Kleander je nadnje poslal pretorijansko stražo, Pertinaks pa mu je kot rimski prefekt odgovoril  z vigiles urbani. Kleander je pobegnil h Komodu, množica pa mu je sledila in zahtevala njegovo glavo.
Kleandra so za zahtevo Komodove ljubice Marcije obglavili in ubili njegovega sina. Med drugimi žrtvami so bili Julij Julijan, Komodova sestrična Anija Fundanija Faustina, njen svak Mamertin in Papirij Dionizij.
Cesar je spremenil svoje ime v Lucij Elij Avrelij Komod. Pri 29 je prevzel nekaj državniških obveznosti, odločala pa je še naprej politična klika, katero so sestavljali Marcija, novi komornik Eklekt in novi pretorijanski prefekt Kvint Emilij Let, ki je približno takrat osvobodil  od dela v rudnikih na Sardiniji veliko kristjanov. Kvadratova vdova Marcija, ki je bila usmrčena leta 182, je bila domnevno kristjanka. 

### Megalomanija (190-192)
Komod je, v nasprotju s senatom, v svojih izjavah in ikonografiji vedno poudarjal svoj edinstven položaj kot vir božanski podobne moči, velikodušnosti in hrabrosti. Po celem cesarstvu je dal postaviti nešteto kipov, ki so ga upodabljali kot Herkula, polboga in velikana, zaščitnika in pogumnega bojevnika proti zverem in zlim ljudem. Poleg tega je kot Herkul lahko trdil, da je sin Jupitra, najvišjega boga rimskega panteona.  Te težnje so dobile megalomanski razsežnosti. Namesto da bi slavil Marka Avrelija, ki je bil dejanski vir njegove moči, je poudarjal svojo osebno edinstvenost prinašalca novega reda, ki poskuša preoblikovati cesarstvo po svoji podobi.
Leta 191 je bil Rim zelo uničil požar, ki je divjal nekaj dni. Pogorele so številne javne zgradbe, med njimi tempelj boginje miru Paks, Vestin tempelj in  del cesarske palače. 
Komod je v požaru morda videl priložnost, da se je na začetku leta 192 razglasil za novega Romula. Obredno je ponovno ustanovil Rim in ga preimenoval v Colonia Lucia Annia Commodiana. Mesece je preimenoval po svojih zdaj že dvanajstih imenih: Lucij, Elij, Avrelij, Komod, Avgust, Herkul, Roman, Ekssuperatorij, Amazonij, Invikt, Feliks in Pij. Legije je preimenoval v commodiane, ladjevje, ki je prevažalo žito iz Afrike v Alexandria Commodiana Togata, senat  v Senat Komoda Fortunata, svojo palačo in rimsko ljudstvo pa v Commodianus. Dan, ko so bile opravljene reforme, se je imenoval Dies Commodianus (Komodov dan).
S preimenovanji se je predstavil kot praizvor cesarstva, rimskega življenja in vere. Neronovo glavo na Neronovem kolosu, 30 m visokem bronastem kipu, ki je stal v bližini Koloseja, je zamenjal s svojo in k nogam postavil bronastega leva, da bi bil podoben Herkulu. Na kip je dodal bahat napis, da je  "edini levičen bojevnik, ki premaga dvanajst krat tisoč mož".

### Umor (192)
Komod je novembra 192 organiziral Plebejske igre, na katerih je s puščicami  in kopji vsako jutro ubil stotine živali. Vsako popoldne se je boril kot gladiator in premagal vse nasprotnike. Decembra je napovedal, da bo 1. januarja kot konzul in gladiator slovesno otvoril leto 193.
Prefekt Elekt je zaradi nevzdržnega stanja v državi pripravil zaroto, s katero je nameraval Komoda zamenjti s Pertinaksom. Vanjo je vpletel tudi Maricijo, ki je 31. decembra zastrupila Komodovo hrano. Komod je strup izbruhal in preživel, zato so zarotniki k njemu poslali njegovega rokoborskega partnerja Narcisa, da ga je med kopanjem zadavil. Njegovo truplo so pokopali v Hadrijanovem mavzoleju.
Senat ga po smrti razglasil za državnega sovražnika, kar je de facto pomenilo izbris iz spomina (damnatio memoriae), in Rimu in drugim institucijam vrnil prvotna imena. Komodove kipe so po vsem cesarstvu odstranili. Leta 195 je cesar Septimij Sever poskušal pridobiti naklonjenost družine Marka Avrelija, tako da ga je rehabilitiral, senat pa ga je pobožil.
Nasledil ga je Pertinaks. Njegovo vladavina je bila kratka, saj je že ćez nekaj mesecev padel kot prva žrtev v letu petih cesarjev. Komodova smrt je pomenila konec Nervasko-antoninske dinastije. 